# Pontlevoy
 Pontlevoy  es una población y comuna francesa, en la región de Centro, departamento de Loir y Cher, en el distrito de Blois y cantón de Montrichard.

## Demografía
| 1 326 | 1 007 | 1 431 | 1 431 | 2 100 | 1 800 | 2 416 | 2 580 | 2 573 | 2 506 | 2 436 | 2 260 | 2 551 | 2 427 | 2 503 | 2 435 | 2 366 | 2 253 | 2 095 | 2 267 | 2 067 | 2 078 | 1 909 | 1 921 | 1 973 | 1 646 | 1 534 | 1 688 | 1 413 | 1 486 | 1 423 | 1 460 |
| Para los censos de 1962 a 1999 la población legal corresponde a la población sin duplicidades (Fuente: INSEE [Consultar]) |       |       |       |       |       |       |       |       |       |       |       |       |       |       |       |       |       |       |       |       |       |       |       |       |       |       |       |       |       |       |       |